# Thomas D. Rice

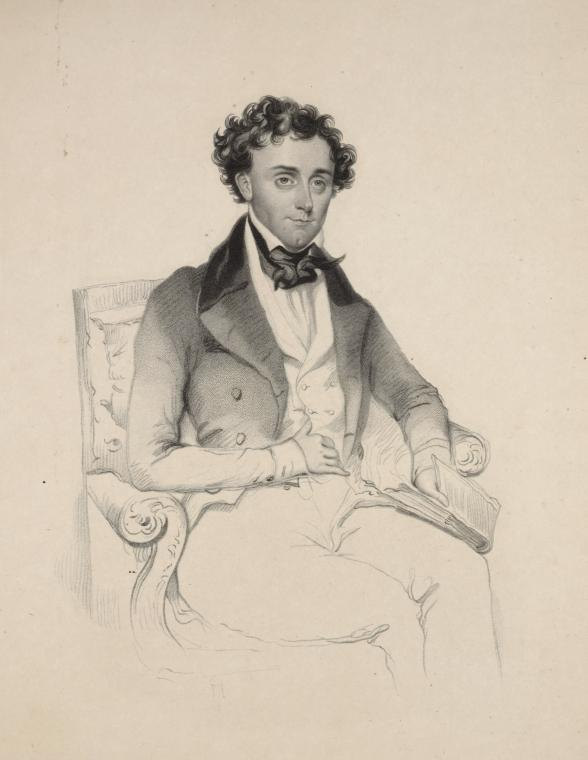
Thomas D. Rice

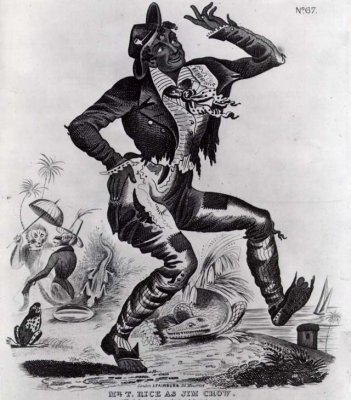
Thomas D. Rice als „Jim Crow“, Illustration 1832

Thomas Dartmouth Rice (* 20. Mai 1808 in New York City; † 16. September 1860 ebenda) war ein US-amerikanischer Komiker, der in den 1830er Jahren als „Jim Crow“ das Blackface popularisierte.

## Leben
Thomas Rice trat als junger Schauspieler in den 1820er Jahren unter dem Spitznamen „Daddy“ in Theatern in New York auf. Auf der Suche nach neuen Möglichkeiten arbeitete Rice als Zimmermann in Louisville, als Darsteller für eine Schauspieltruppe in Cincinnati und als freier Requisiteur für ein baufälliges Spielhaus in Pittsburgh.
In einer Bühnenshow in Pittsburgh kostümierte er sich erstmals als Stereotyp eines Afroamerikaners, indem er verbrannten Kork über sein Gesicht verteilte, zerfetzte Kleidung, geflickte Schuhe und eine verfilzte schwarze Perücke und einen Strohhut trug und eine Version des Liedes Jim Crow sang, das er von einem Sklaven in Cincinnati gehört hatte. Das weiße Publikum reagierte mit großer Begeisterung. Mit dieser Parodie hatte Rice Erfolg und trat damit unter anderem in Philadelphia, Boston und New York City auf. Mitte der 1830er Jahre war Jump Jim Crow zu einem Hit geworden und die von Rice geschaffene Tanzfigur des Jim Crow zur ersten stereotypen Figur der Minstrel Shows.